# Distriktsrabbinat Redwitz
Das Distriktsrabbinat Redwitz entstand nach den Vorschriften des bayerischen Judenedikts von 1813 in Redwitz an der Rodach, einer Gemeinde im Landkreis Lichtenfels im nördlichen Bayern. 
Das Distriktsrabbinat bestand von 14. November 1825 bis 27. Mai 1862.

## Aufgaben
Die Aufgaben umfassten  Beratungen über Schulangelegenheiten, die Verwaltung von Stiftungen und die Verteilung von Almosen. Zur Finanzierung der Distriktsrabbinate wurden Umlagen von den einzelnen jüdischen Gemeinden bezahlt.

## Gemeinden des Distriktsrabbinats
- Jüdische Gemeinde Friesen
- Jüdische Gemeinde Horb am Main (1862 zum Distriktsrabbinat Burgkunstadt)
- Jüdische Gemeinde Kronach
- Jüdische Gemeinde Küps
- Jüdische Gemeinde Lichtenfels
- Jüdische Gemeinde Mistelfeld
- Jüdische Gemeinde Mitwitz
- Jüdische Gemeinde Oberlangenstadt
- Jüdische Gemeinde Redwitz

## Distriktsrabbiner
- 1827 bis 1862: Moses Gutmann (gestorben am 1. Februar 1862)